# Utváření marxistické filozofie
Utváření marxistické filozofie (rusky Формирование философии марксизма) je monografie Teodora Ojzermana, která byla poprvé uveřejněna v roce 1962.

## Obsah
Předmětem této studie je vznik marxistické filozofie. V této knize podrobil Ojzerman kritice názory badatelů, kteří neuznávají nutnost oddělovat Marxovy a Engelsovy rané práce od děl zralého marxismu. Ojzerman zdůrazňuje, že vymezení Marxových a Engelsových raných prací a prací zralého marxismu má zásadní význam, neboť jeho základem není pouhá chronologie, nýbrž fundamentální historický fakt, tj. Marx a Engels přešli k materialismu a komunismu od idealismu a revolučního demokratismu.

## Vydání
V Sovětském svazu dílo vyšlo v třech vydáních. Kniha byla přeložena do několika světových jazyků. Český překlad vydalo v roce 1978 pražské nakladatelství Svoboda podle 2. ruského vydání z roku 1974.

## Hodnocení
Kniha se setkala s velkým zájmem odborníků a širokého okruhů čtenářů.
| „                                               | Četné recenze v sovětské a zahraniční periodice, diskuse o problémech, které zde autor řešil, v odborné historické a filozofické literatuře, přeložení knihy do mnoha cizích jazyků. | “ |
| — Teodor Ojzerman: Předmluva ke druhému vydání. | |   |

Objevily se kladné recenze v nejprestižnějších odborných časopisech, jako jsou Kommunist a Voprosy filosofii. V roce 1965 byla kniha vyznamenána Lomonosovovou cenou a v roce 1983 získal Ojzerman za tuto knihu Státní cenu SSSR.
Tato monografie je doposud používána na Univerzitě Komenského v Bratislavě.